# Pueblo yásico

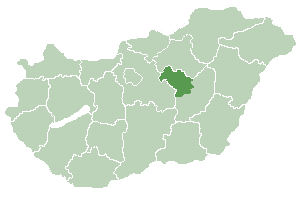
Localización del Jászság en la actual Hungría.

Los jasz o yásicos (en húngaro: jászok, en rumano: iași) son un grupo étnico iranio que vive principalmente en la región de Jászság de Hungría, (noroeste del condado de Jász-Nagykun-Szolnok). Tienen su origen en los alanos que se asentaron el siglo XIII en la Hungría medieval, tras ser desplazados por la llegada a su zona de origen en Osetia de las invasiones mongolas en 1238. El rey Bela IV les hizo una concesión de tierras al este de Buda, así como en el principado vasallo de Moldavia, donde la capital de su condado, Akci, aparecía con el nombre Civitas Iassiorum, en húngaro Jászvásár y en rumano: Iași.
Salvo por una interrupción durante la ocupación otomana, cuando el área de los yásicos estaba en la parte otomana de Hungría, pertenecieron a los grupos del reino con privilegios feudales especiales, hasta mediados del siglo XIX. 
Desde finales de la Edad Media, los yásicos de Hungría a menudo se han mencionado conjuntamente con los cumanos de lengua túrquica, que vivían en una región vecina y a veces desarrollaron estructuras administrativas conjuntas con los yásicos. Son conocidos en inglés por el exónimo Jassic y también por los endónimos Iasi y Jassy. 
Su idioma, desplazado por el húngaro desde el siglo XVI, guardaba estrecha relación con el idioma osetio. El nombre proviene de un endónimo de un grupo occidental de alanos, Ās.

## Origen

La Alania medieval, en el Cáucaso.

Una de las teorías más aceptadas vincula el origen de los yásicos con las poblaciones que en la Antigüedad Clásica en los cursos inferiores del Amu Daria y Sir Daria eran conocidos como asii (entre otras denominaciones similares). Este pueblo nos aparece dividido en tres tribus, los propios asii, los roxolanos y los aorsos, en fuentes escritas del siglo II a. C.. Se relaciona a estos pueblos con migración de los yuezhi (166–129 a. C.), con la caída de la Bactria Griega y de los kankalis (alrededor del 130 a. C.). Abandonaron la confederación masageta formando la alan y algunos de ellos migrarían hacia Europa, llegando a la gran llanura húngara en la segunda década de nuestra era.
Antes de la llegada de los alanos, la gran llanura estaba habitada por las primeras poblaciones escita, dacia y celta, que serían dominados por los asii y los roxolanos. En Transdanubia, los celtas y los ilirios vivían bajo el dominio romano. Las zonas de colinas y montañas de las Tierras Altas de Hungría, vivían celtas. En el momento de la llegada de los alanos la región estaba dominada por los cuados y marcomanos. Más adelante, en el período de las grandes migraciones, los alanos se trasladaron a la cuenca de Transilvania y al área de Transdanubia, mezclándose con los pueblos que allí vivían. Hacia mediados del siglo VI, (567-568) a la población mixta de la cuenca de los Cárpatos (iliria, tracia, celta, germánica, escita, etc.) se añadieron los ávaros que se impondrían como élite sobre el resto.
Los asii y roxolanos que habían quedado en Asia, mientras tanto, llegaban en el siglo II a la región del mar de Azov, al tiempo que los aorsos se establecían entre el Don y el Ural. Según Estrabón, los pueblos aorso y siraceno se consideran exiliados de las tribus superiores de su mismo nombre. Los siracenos no pertenecían a la confederación alana y no tenemos constancia de su tribu superior. La "tribu superior" de los aorsos podría ser identificada por las poblaciones en los Urales meridionales. El avance de los pueblos túrquicos que emergió desde Asia Central a mediados del siglo IV les alcanzó, siendo subyugados algunos y otros expulsados de sus hogares. Con la llegada de los xiongnu/hunos y la absorción de la mezcla de los anteriores pueblos escitas surgirían los hunos europeos.
Unidos a la alianza de los hunos, los asii tomarían también parte en los procesos de fundación de la Antigua Gran Bulgaria y el Imperio jázaro. Los alanos que se habían asentado en las estribaciones septentrionales del Cáucaso conservaron su independencia, y a pesar de ser pasar por periodos de dominación bajo turcos, jázaros y árabes, su país, Alania, se mantendría hasta la llegada de los mongoles
Los asii asentados en los Cárpatos se desligaron de la federación huna y se unieron en 401 a los vándalos para emigrar hacia el oeste, llegando a cruzar los Pirineos y estableciéndose como foederati en Hispania en 409, mientras que algunos de ellos cruzarían a África con los vándalos.
Alrededor de 830 estalló una guerra civil religiosa en el país de los jázaros. Los aorsos (mencionados en las fuentes árabes como al-Arsiyya, al-Arsiya, As-yah, al-Ursiyya, al-Larisiya, al-Orsiyya u Ors) tomaron parte en la rebelión, se distanciaron de los jázaros, y conocidos como kabar, junto a los sabires, que abandonaron la nación jázara alrededor del mismo tiempo, y a los magiares se trasladaron poco después a Etelköz, donde dominarían a los pueblos avaros que allí vivían, una vez debilitado su estado a comienzos de siglo. El nombre del pueblo alano o asii que se unió a los magiares, conocido como aorso o kabar, se mantiene en varios topónimos, entre otros, Eszlár, Oszlár y Örs.
La Alania del Cáucaso sería finalmente destruida por los mongoles en el siglo XIII. Una parte de ellos fue deportada a China, mientras que otra parte de la población, unida un grupo de cumanos, se trasladaría al oeste de la Europa oriental, asentándose en la cuenta de los Cárpatos, donde sus descendientes, los yásicos, han mantenido su nombre (asii) hasta la actualidad.
En la obra del geógrafo árabe Jayhani, que describe la región alrededor de la década de 870, las dos grandes tribus de los alanos son los duhsz-ász y los tuval-ász. Posteriormente, en fuentes árabes, los nombres asi y alano se alternan, y finalmente, tras la conquista de los mongoles, desaparecen definitivamente de las descripciones del Cáucaso.

## Asentamiento en Hungría

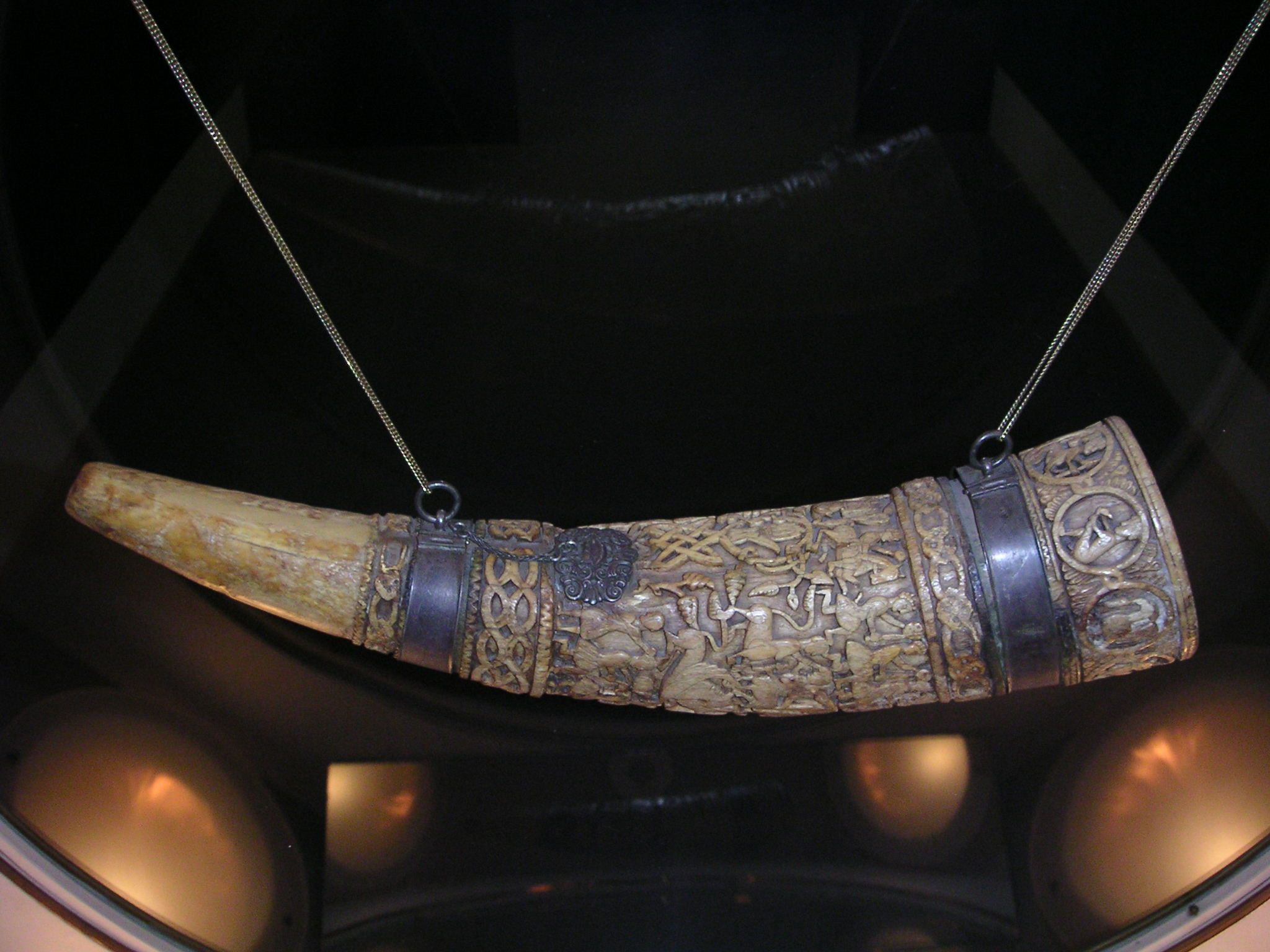
El cuerno de Lehel', en el museo de Jászberény.

El Segundo Imperio Búlgaro bajo el Zar Ivan Asen II, se observa a los iasos al norte.

Justo antes de su llegada a Hungría, los jasz eran aliados de los cumanos de Europa del Este. En 1116, defendieron junto a ellos los regiones cumanas del Don de los invasores rusos. Según la tradición, el cuerno de Lehel (de origen bizantino, en realidad), símbolo de los jasz húngaros, data de esta época. 
Los grupos cumanos y yásicos se dirigieron a Moldavia y Valaquia (en Bulgaria), y a Hungría (desde alrededor de 1220), donde rogaron al rey Bela IV tierra para asentarse como sus súbditos, prometiendo convertirse al cristianismo y luchar contra los mongoles (los húngaros los llamaban "tártaros"). El rey, apremiado por los ultimátums mongoles, a los que conocía al haber recibido refugiados anteriormente, rápidamente les dio permiso para establecerse en las llanuras a lo largo del río Tisza. Sin embargo, los cumanos, acostumbrados a un estilo de vida nómada y basado en las incursiones de pillaje, no se llevaban bien con la población sedentaria de Hungría. Se denunciaron muchos casos de robo y violaciones de los cumanos. A menudo Bela se negó a castigar estas transgresiones, ya que era reacio a comenzar un conflicto con los cumanosy mientras esperaba la invasión mongola. La gente del pueblo también acusaba a cumanos y jasz de ser agentes de los mongoles por su rebelión previa a la segunda invasión mongola de Hungría
La gran cantidad de jasz que se establecieron en el territorio de Moldavia, se demuestra en que esta región aparece con el nombre Alani en un mapa de Angelino Dulcert de la década de 1330. Otras fuentes del siglo XIV describen el territorio de Moldavia como Principado Alano. El establecimiento de rumanos (Dragoș) y válacos (Bogdan I, 1342) y la independencia del principado, hizo que el nombre desapareciera de las fuentes. No obsante, se conserva en el nombre de la ciudad de Iaşi (Jászvásár en húngaro).

## Los yásicos en Hungría hasta la Redención

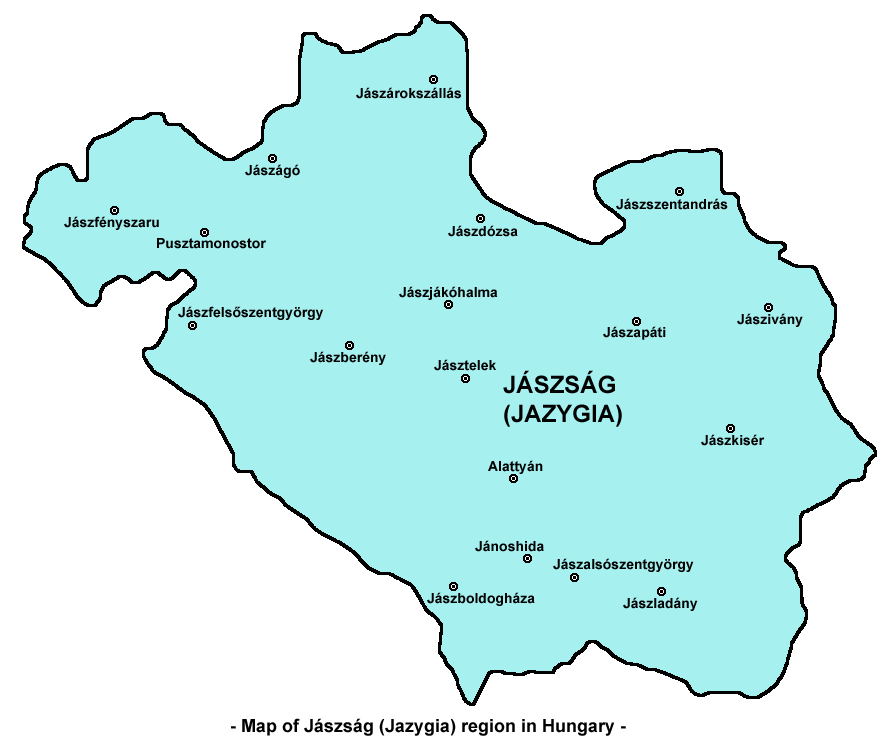
Mapa esquemático de Jászság.

Los jasz se establecieron en Hungría hacia 1240 en la concesión en el área de Jászság que lleva su nombre, así como algunos grupos en Pilisjászfalu y Esztergom, que probablemente pertenecían al séquito del rey. Los yásicos húngaros se mencionan en fuentes húngaras por primera vez en 1245 en la forma Jasso. El registro y censo del cabildo de Gyulafehérvár los menciona en 1318 como Jazonicus. 
Son mencionados en la carta de privilegio que le otorga Carlos Roberto en 1323 como Jasones. Estos privilegios autónomos incluían la propiedad común de la tierra en el Jászság, la exención de ciertos impuestos y tasas especiales, la exención de aranceles, trabajo y servidumbre para la nobleza húngara y el privilegio de conducir asuntos legales internos de acuerdo con sus tradiciones (iudex Philisteorum seu Iazonorum, "Ley de los filisteos o de los yásicos”). Solo debían pagar un impuesto conjunto al rey de Hungría. A cambio, tenían que proporcionar al rey tropas armadas, que estaban bajo el mando de sus “capitanes” elegidos (kapitány), que debían ser confirmados por el Nádor de Hungría. La codificación escrita más antigua que se conserva de los privilegios regionales del Jász proviene de 1323, y son renovados en 1366 y 1465, seguida de extensiones, pero se supone que hubo más privilegios. Los asuntos internos y legales estaban regulados por 18 jefes de clanes jassianos y tres capitanes electos en sus sedes (szék, pl. székek). De los dieciocho señores yásicos enumerados en la carta, once eran cristianos y siete paganos, pero ninguno de los patriarcas de los grupos lleva nombre cristiano. Se considera que los nombres paganos tienen raíces alanas u osetias, y algunos de ellos se consideran de origen turco o cumano.
El cristianismo cambió significativamente las costumbres anteriores de los yásicos, pero las tradiciones animistas perduraron entre ellos. En excavaciones arqueológicas realizadas en Jászság, salieron a la luz objetos de culto escitas. La mayoría de los jasz practicaban su fe de acuerdo con los ritos del cristianismo oriental bizantino. Esto se indica por sus costumbres funerarias, de enterramientos con las manos entrelazadas y la representación de la cruz bizantina en anillos.
El único registro escrito conocido del idioma de los jasz húngaros (un dialecto del osetio) es el glosario con cuarenta palabras en su mayoría agrícolas con una traducción al latín (rara vez al húngaro), escrito en el reverso de una carta fechada en 1422 y hallada en 1958 en la Biblioteca Nacional de Hungría. Este importante documento es una prueba concluyente del parentesco indo-iraní de la lengua osetia y de la presencia de gentes de origen osetio iriano entre los jasz, que confirma las teorías ya elaboradas en base a los nombres de persona citados en un documento de 1323 y a un censo tributario otomano de 1550, que afirmaban un origen iranio nororiental alanio osetio, en contraste con los cumanos que emigraron a Hungría al mismo tiempo y los pechenegos, que eran ambos de lengua túrquica.
Los jasz conservaron su identidad como pueblo hasta la época de Matías Corvino, cuando en 1474, los franciscanos obtuvieron el derecho a asentarse y a construir iglesias y monasterios en Jászberény para convertir a los jasz de la ortodoxia a la fe católica. A partir de entonces, los jasz se fusionan progresivamente con la población húngara y, según la mayoría de los investigadores, fueron perdiendo su lengua materna. En su obra Originum Hungaricarum, Ferenc Otrokocsi Fóris, en 1693, describe siete idiomas diferentes en Hungría, y anota que no cuenta el yásico o el cumano como idiomas diferentes porque también hablan húngaro: «derivan de sus ancestros los escitas, desde donde llegaron a Hungría. Debido a que su idioma es usualmente el mismo que el de los húngaros, diferenciándose en unas pocas palabras, no es suficiente para citarlas aquí como una lengua diferente».
El Jászság padeció mucho por los conflictos bélicos durante el dominio turco desde 1526, pero no llegó a ser despoblado. En este periodo los privilegios de yásicos y cumanos fueron anulados por los turcos. Cuando comenzó la repoblación de la gran llanura tras la derrota turca, los jasz se establecieron en muchos lugares. La mayoría de los jasz se asentaron en la Pequeña Cumania entre el Danubio y el Tisza. La población de origen yásico de esta región es mayoritariamente católica. De los asentamientos jasz, solo en Jászkisér hay una mayoría protestante.
Los jasz se organizaron en sedes, eligiendo capitanes. Su juez superior era el nádor. La sede principal de los jasz era la Berényszék, pero también tenían asentamientos dispersos en el país. A finales de la Edad Media, los aristócratas húngaros y no solo los jefes de clan yásicos fueron cada vez con más frecuencia elegidos capitanes. También se concedieron privilegios colectivos autónomos muy similares a los cumanos más numerosos en Hungría central en el siglo XIII y a los colonos fronterizos húngaros (sículos), los sajones de Transilvania y los sajones de Spiš en las zonas fronterizas. 
A los yásicos se los menciona con frecuencia en documentos húngaros en latín como jazones o jazini. Desde la época de Segismundo de Luxemburgo hasta principios del siglo XVIII, también se los denominó philistaea y philistaei seu jazones, es decir, arqueros, en referencia a la palabra alemana Pfeil ("flecha", originalmente "jabalina") o de la palabra latina pilum, con un significado similar. Y desde el siglo XVIII fueron identificados con los antiguos yacigios como yazyges

## La Redención

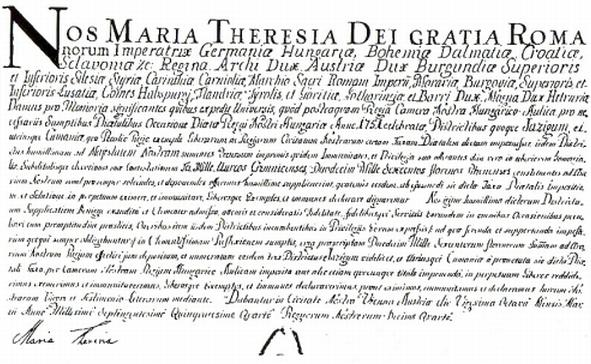
La Redención de los Jászkun de María Teresa, 1745.

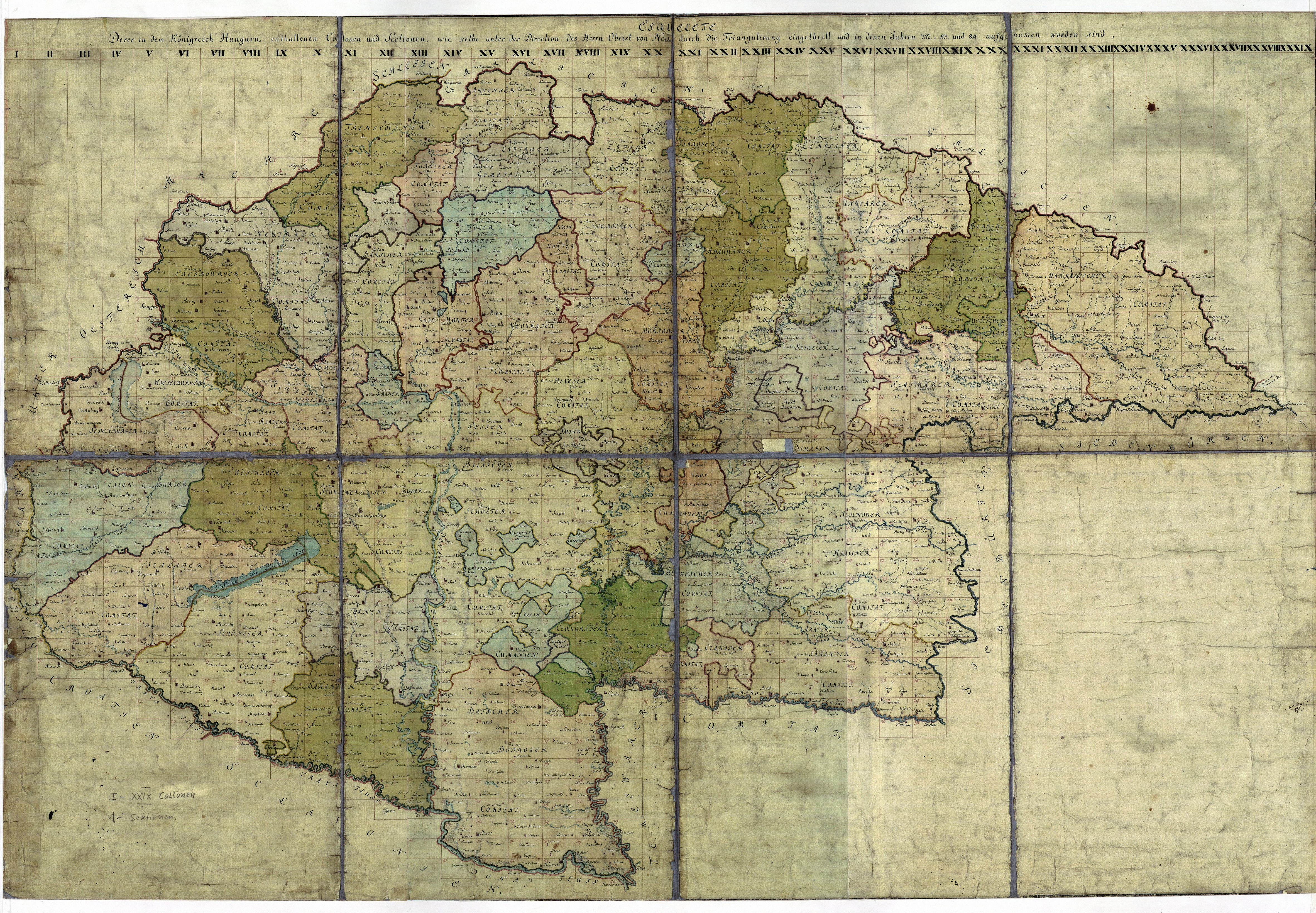
El reino de Hungría en un mapa del Josephinische Landesaufnahme, 1782-1785.

Los derechos administrativos y judiciales independientes iniciales de los yásicos se ampliaron a partir de 1696 con la introducción de una tributación independiente similar a la de los cumanos, creando así las condiciones para la unidad política del distrito de Jászkun, estableciendo su legislación. A partir de entonces, y hasta 1876, el Jászság fue parte del distrito de Jászkun como una unidad administrativa que no estaba bajo la autoridad del condado comitatus).
El distrito de Jászkun, asentamiento de jasz y cumanos, se formó en una posesión de la corona, cuya propiedad fue vendida por el rey Leopoldo I a los Caballeros Teutónicos en 1702. El parlamento húngaro, el nádor y los propios jasz y cumanos protestaron contra la venta. A pesar de las protestas, aunque el parlamento dictaminó en 1715 que la venta era ilegal, todo lo que cambió fue que a partir de 1731 el distrito de Jászkun pasó a ser propiedad de la Casa de los Inválidos de Budapest, permaneciendo como siervos de los caballeros hasta 1745.
A partir de 1741, con el apoyo del nádor János Pálffy, los jasz y cumanos iniciaron un movimiento organizado para recuperar su antigua libertad. Como resultado de sus ofrecimientos y cooperación, el 6 de mayo de 1745, la emperatriz María Teresa firmó una escritura de privilegio autorizando la redención de los jasz (en latín redemptio). Esta redención obtenida mediante enormes sacrificios materiales (570.000 florines renanos) y obligaciones militares fue conocida como Redención de los Jászkun (Jászkun Redempció).
La Redención trajo consigo en un nuevo orden legal, de propiedad de la tierra y un nuevo orden social. El poseedor de la libertad de Jászkun, el redemptus, quedaba liberado de la dependencia del terrateniente, concediéndosele el estatus de campesino libre.

## Los yásicos después de 1848

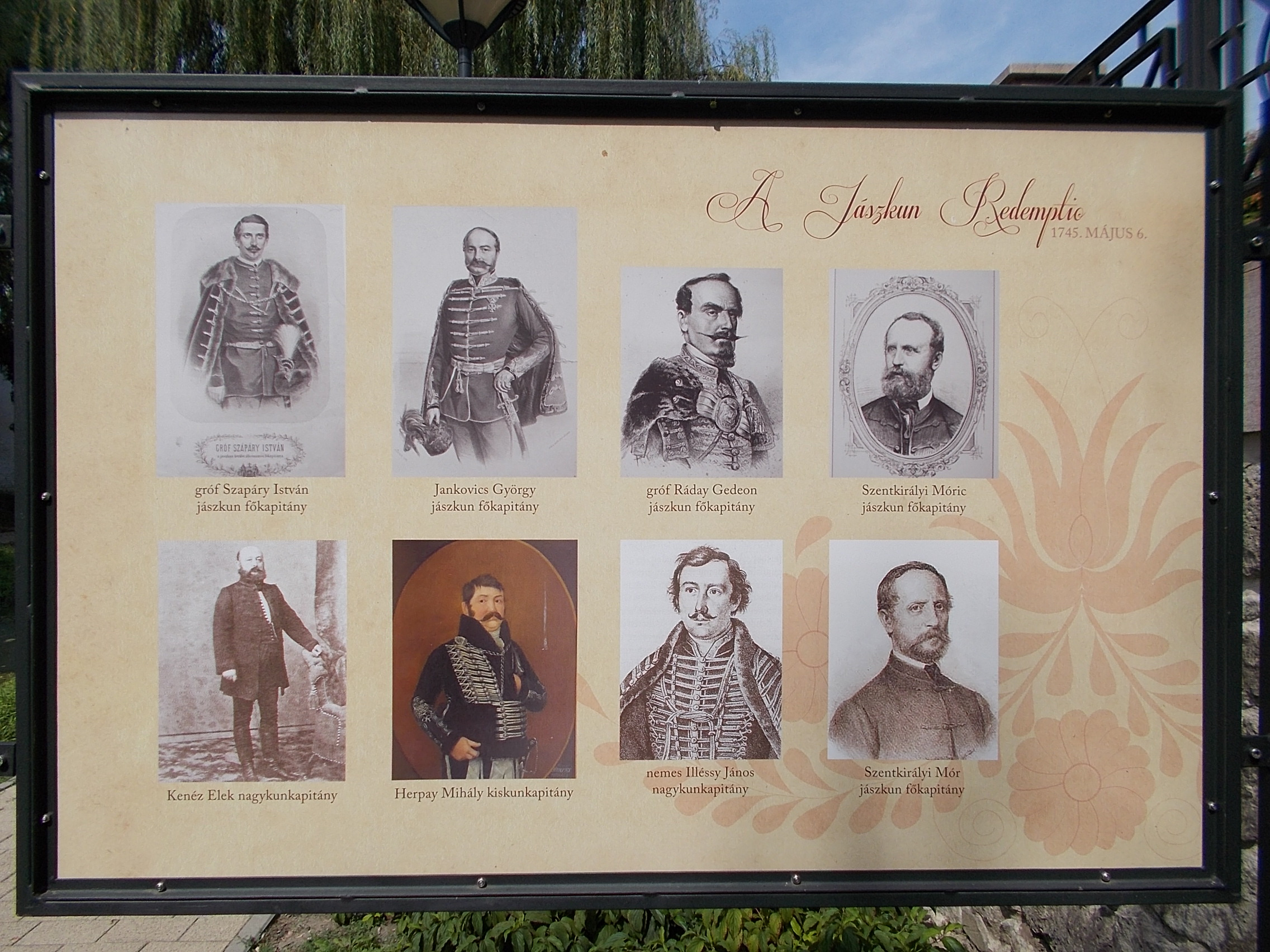
Kapitány de los yásicos y de los cumanos desde la Redemptio.

Como resultado de las leyes de abril de 1848, se abolieron las instituciones legales feudales. Como resultado, los jasz y cumanos perdieron sus privilegios, pero las tradiciones locales continuaron viviendo y las leyes anteriores prevalecieron como derecho consuetudinario.
Después de la derrota de la guerra de independencia, se abolió temporalmente la autonomía del distrito de Jászkun. Primero se dividió en siete distritos y luego en cinco, nombrándose a un comisario imperial para administrarlos. En 1861, la administración autónoma de Jászkun se restauró por un breve periodo de tiempo, pero después del compromiso de 1867, la ley de 1870 sobre el asentamiento de las autoridades judiciales abolió el estatus legal único del distrito de Jászkun y trató su organización en pie de igualdad con los condados (comitatus). Finalmente, como parte del sistema de condados del gobierno de Colomán Tisza de 1876, que pretendía magiarizar a las minorías que no fueran rumanas o eslavas, el parlamento estableció el condado de Jász-Nagykun-Szolnok, fusionando el Jászság, la Gran Cumania con los antiguos condado de Heves y Külső-Szolnok. Los yásicos y cumanos empezaron a contabilizarse en los registros austrohúngaros dentro de la población húngara.
La unión del Jászság al nuevo condado encontró resistencia por parte de la población. La conciencia del pueblo yásico, la libertad preservada durante siglos, su propia jurisdicción y su apego a la agricultura tradicional motivaron el inicio de un movimiento de autonomía local. Jászberény reclamó la autonomía de los jasz, su administración local así como la capitalidad del territorio. A pesar de que Jászberény tenía una ventaja en términos de población, edificios, etc. la situación de Szolnok como cruce del río Tisza e importante cruce del emergente ferrocarril resultó ser un factor clave del desarrollo en las siguientes décadas. Los líderes de Jászberény, a diferencia de los de Szolnok, no fueron capaces de subirse al tren del desarrollo capitalista, ni convencer a las localidades de los jasz para crear un condado independiente yásico.

## Los yásicos en el Principado de Moldavia y en los Balcanes
Desde mediados del siglo XIV, está documentada la presencia de yásicos en el recién formado principado de Moldavia, donde se asentaron en su  primera capital, Baia, y más tarde en la ciudad comercial y última capital Iași. Iași (en fuentes alemanas medievales "Iasmarkt", según Johann Schiltberger "Iasbasar", en fuentes rusas Яскый торг (Yaski torg), en latín Forum Filistinorum, en húngaro hasta la actualidad Jászvásár, todos ellos significan "mercado de los yásicos") obtuvo su nombre de estos colonos yásicos. El voivoda rumano Dragoș el Fundador (1351-63), que llegó bajo las órdenes de Luis I de Hungría desde Maramureș, probablemente los trajo desdee Hungría junto con muchos otros seguidores y colonos rumanos, húngaros y sajones, y los asentó aquí junto a rumanos, armenios y eslavos y rusos, entre otros colonos ya residentes en el principado también con la protección de Hungría, que estaba interesado en crear un estado tapón en las estepas del este. Estos yásicos se pierden en las fuentes desde el siglo XVI y probablemente fueron asimilados por la población mayoritaria rumana. Es cierto que con la implementación de la Iglesia Ortodoxa de Estado en Moldavia desde Alejandro el Bueno (1400-1432) y especialmente Esteban el Grande (1457-1504) y sus sucesores, se dio la rumanización de la población inicialmente multicultural en parroquias ortodoxas predominantemente de habla rumana - con la excepción de los csángó católicos húngaros, que vivía en regiones remotas y que apoyaban a los armenios que se aferraron a su propia iglesia y algunos judíos. Debido a que los yásicos moldavos, a diferencia de los húngaros, no tenían privilegios feudales, no permanecieron distinguibles durante tanto tiempo.
De acuerdo a los topónimos, había grupos yásicos más pequeños en otras regiones de Hungría y en los países balcánicos a finales de la Edad Media, de los cuales no hay evidencia de la actualidad. En los siglos XIII y XIV, las fuentes mencionan a los yásicos en el Principado de Valaquia y en el zarato de Vidin, cuya participación en la batalla de Welbaschd se ha transmitido.

## Legado en la actualidad
Hoy en día, los jasz son principalmente un recuerdo histórico, incluso si el nombre puede referirse a todos los residentes de la región de Jászság. Lugares como Jászberény, Jászladány, Jászapáti, Jászárokszállás, Jászdózsa, Jászágó, Jászjákóhalma, Jászfelsőszentgyörgy, Jászfényszaru y Jászkisér, conservan su recuerdo. La cultura yásica todavía se cultiva, la modernización y el riego de la puszta ha hecho retroceder algunas tradiciones pastoriles, pero los yásicos nunca fueron únicamente pastores de ganado nómadas, ni siquiera en la Edad Media. Existe en Jászberény un museo Jasz desde 1874. Desde el final de la era socialista, también se han formado algunas asociaciones tradicionales de jasz. Hay festivales culturales y regionales, como por ejemplo el "Encuentro Anual Mundial de Jász" (Jász Világtalálkozó).